# Visa for Music
Visa for Music est un festival et marché des musiques d'Afrique et du Moyen-Orient destiné aux professionnels des industries culturelles et créatives ainsi qu'au grand public. Ayant lieu chaque année en novembre pendant quatre jours, Visa for Music se tient à Rabat, capitale du Maroc.
Créé en 2014 par Brahim El Mazned et la structure d'ingénierie culturelle Anya, cet événement regroupe des artistes de tous les horizons.
La mission de Visa for Music est principalement de participer au développement du marché de la musique, de faire découvrir de nouveaux talents et leur donner une vitrine auprès des professionnels de la culture à l’international, ainsi que favoriser la création de partenariats,. Visa for Music se veut être un environnement propice à la créativité et à la professionnalisation du secteur culturel et artistique. Le quotidien marocain Le Matin disait en mars 2022 que "ce festival est aujourd’hui une plateforme qui favorise les opportunités de rencontres et contribue à donner la visibilité et la place qu’ils méritent aux artistes d’Afrique et du Moyen-Orient".
L'événement est constitué de deux parties distinctes: le festival et le marché.

## Le festival
Chaque année, un appel à candidature est ouvert pour que les artistes puissent s'inscrire et participer au festival. Plus de 1000 candidatures d’artistes sont consultées de près par le Jury de Visa for Music constitué chaque année de 5 acteurs.rices culturels.les différents.es, qui sélectionnent une trentaine d’artistes venant des quatre coins du monde.
Chaque artiste performe pour un showcase d’environ quarante minutes devant le public du festival. Une quarantaine de showcases se déroulent à chaque édition, incluant des artistes de divers genres musicaux (global folk, musique urbaine, musique électronique, etc.)
Le festival se déroule à Rabat au quartier Hassan, et propose durant 4 jours des animations diverses. Dépendamment des éditions, Visa for Music se déroule dans des lieux culturels comme le Théâtre Mohamed V, le Cinéma Renaissance et le Café La Scène, la Villa des Arts, l'Institut Cervantès ou encore l’Institut français à Rabat.

## Le marché pro
Visa for Music inclut aussi un marché professionnel qui permet de participer au développement de la filière des industries culturelles et créatives africaines. Les artistes et professionnels du secteur de la culture des cinq continents se retrouvent à chaque édition durant diverses activités: conférences, speed meetings et formations. C’est l’occasion pour eux de développer leurs réseaux, d’exposer leurs projets et de créer des opportunités de partenariat. Pour l'édition 2019, plus de 1000 professionnels venant de plus de 70 pays différents ont participé aux activités tout au long de l'événement. D'autre part, le marché pro est composé de l'Expostand: un espace d’exposition qui accueille une cinquantaine d’exposants.

## Quelques dates et chiffres clés
Avec les cinq premières éditions, Visa for Music a reçu 64 000 spectateurs, 7 200 professionnels, 1 500 artistes, 350 exposants et a permis la mise en place de 250 showcases et 2 810 speed meetings. En moyenne, ce sont 15 000 spectateurs et 1 000 professionnels qui participent chaque année au festival.
Par ailleurs, l'événement a dû faire face comme le reste du monde au Covid-19 et proposer en 2020, "une édition digitale "déconfinée", placée sous le signe de la résilience". L’édition 2021 a de même été modifiée, puisqu'elle a mélangé digital et live: les showcases se sont tenus en digital du 17 au 20 novembre 2021 et les conférences du 25 et 26 novembre se sont tenues, quant à elles, en présentiel. L’édition 2022 est revenue a son format original, en présentiel, afin de permettre aux artistes de renouer contact avec leur public et plus de 16 000 spectateurs ont répondu présents,. L'édition 2023 célèbrera les 10 ans du festival du 22 au 25 novembre 2023.